# Indépendance du Kosovo
 (août 2025).

Reconnaissance internationale du Kosovo
Kosovo
États reconnaissant l'indépendance du Kosovo
États prévoyant de reconnaître l’indépendance du Kosovo
États ayant exprimé leur neutralité ou ayant reporté la reconnaissance du Kosovo
États s'étant déclarés préoccupés par la déclaration d'indépendance du Kosovo
États ayant déclaré ne pas reconnaître l'indépendance du Kosovo
États n'ayant pas exprimé de position

L’indépendance du Kosovo a été proclamée unilatéralement le 17 février 2008 lors d’une session extraordinaire du parlement des institutions provisoires du Kosovo qui déclarait cet État indépendant de la Serbie, cette dernière s'y opposant farouchement.
L'indépendance est contestée par Belgrade.

## Situation antérieure
En 1999, au cours de l'intervention de l'OTAN, la Serbie perd le contrôle sur sa province sud du Kosovo-Métochie.
Après la fin de la guerre du Kosovo en 1999, le Conseil de sécurité des Nations unies adopte la résolution 1244 afin de placer le Kosovo sous administration provisoire de l’ONU.
En 2005, à New York, la Suisse prononce un discours en faveur de l'indépendance du pays devant le Conseil de sécurité des Nations unies. C'est le premier pays au monde à promouvoir l'indépendance du pays.
En février 2007, Martti Ahtisaari, désigné envoyé spécial de l'ONU par Kofi Annan pour négocier avec les Albanais et les Serbes sur la question du statut, propose de donner l’indépendance au Kosovo sous supervision internationale. Le Conseil de sécurité des Nations unies n’approuva pas le rapport d’Ahtisaari en raison du veto de la Russie, mais ce rapport est repris par les institutions provisoires du Kosovo qui s’en servent pour déclarer leur indépendance.

## Situation postérieure

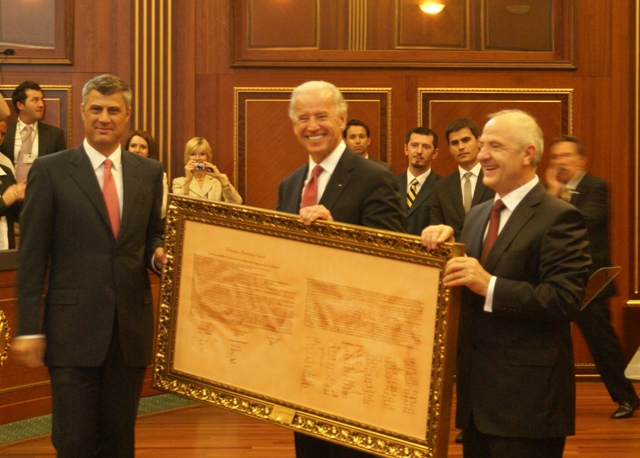
Hashim Thaçi et Joe Biden : Déclaration d'indépendance du Kosovo

Alors que l'indépendance du Kosovo est reconnue par la majorité des pays de l'Occident (notamment les États-Unis et leurs alliés de l'OTAN à l'exception de l'Espagne, de la Grèce et de la Roumanie), la Russie apporte un soutien à la Serbie qui demande à la Cour internationale de justice (CIJ), par l’ONU, si la proclamation d’indépendance est un acte légal ou non.
Le Kosovo a déclaré unilatéralement son indépendance en 2008. Au sens de la loi, l'indépendance du jeune État est légale bien que la Serbie la conteste. Elle utilise notamment l'argument de la résolution 1244 de l'ONU. Malgré cette résolution, le Tribunal international a jugé l'indépendance du Kosovo légale.
Le 22 juillet 2010, la Cour internationale de justice déclare qu'elle « est d’avis que l'adoption de la déclaration d’indépendance du Kosovo le 17 février 2008 n’a pas violé le droit international » sans reconnaître la qualité d’État du territoire.
Lors d'une réunion du Groupe d'orientation sur le Kosovo (ISG) le 2 juillet 2012, il est annoncé que le Kosovo accédera à « la pleine souveraineté » en septembre 2012.
Selon Le Monde diplomatique en 2012, quatre années après la déclaration d'indépendance, « la reconnaissance de cet État ne fait toujours pas l’objet du moindre consensus ».
Début novembre 2015, 92 États ont voté pour la demande d'adhésion du Kosovo à l'UNESCO et 50 contre, soit un chiffre inférieur aux deux tiers nécessaires pour valider l'adhésion du pays à cette organisation, bien qu'il soit reconnu par 111 pays à ce moment-là. La Serbie et Russie ont combattu cette perspective d'adhésion car elle constituerait un pas de plus vers la reconnaissance de l'indépendance, et qu'elles étaient opposées au contrôle par le gouvernement du Kosovo de quatre sites de l'Église orthodoxe serbe classés au patrimoine mondial de l'humanité par ce pays majoritairement musulman.

## Réactions des personnalités politiques en Europe
Si la plupart des gouvernements soutiennent l'indépendance du Kosovo, de nombreuses voix discordantes critiquent ce précédent juridique et historique. Ainsi, pour l'ancien ministre français Jean-Pierre Chevènement, la reconnaissance du Kosovo « est une triple faute » : faute contre l'histoire, le pays n'ayant jamais été indépendant, faute contre le droit, la guerre déclenchée en 1999 par l'Otan ayant ignoré les principes du droit international, et faute contre l'Europe unie.

## Liste des pays membres des Nations unies reconnaissant le Kosovo
Depuis juillet 2022, sur les 193 États membres de l'Organisation des Nations unies, 89 reconnaissent l'indépendance du Kosovo, 82 pays sont contre et 13 autres ne se sont pas exprimés[Quoi ?][réf. nécessaire].

### Afrique
21 pays d'Afrique sur 54 reconnaissent formellement le Kosovo en tant que pays indépendant : le Bénin, le Burkina Faso, la Côte d'Ivoire, Djibouti, l'Égypte, l'Eswatini, le Gabon, la Gambie, la Guinée, le Kenya, la Libye, le Malawi, la Mauritanie, le Niger, l'Ouganda, le Sénégal, le Sierra Leone, la Somalie, le Soudan, la Tanzanie et le Tchad.

### Amérique
15 pays d'Amérique sur 35 reconnaissent formellement le Kosovo en tant que pays indépendant : Antigua-et-Barbuda, le Belize, le Canada, la Colombie, le Costa Rica, les États-Unis, le Guyana, Haïti, le Honduras, le Panama, le Pérou, la République dominicaine, Saint-Christophe-et-Niévès, Sainte-Lucie et le Salvador.

### Asie
Seuls 21 pays d'Asie sur 49 reconnaissent formellement le Kosovo en tant que pays indépendant : l'Afghanistan, l'Arabie saoudite, le Bahreïn, le Bangladesh, Brunei, la Corée du Sud, les Émirats arabes unis, Israël, le Japon, la Jordanie, le Koweït, la Malaisie, les Maldives, Oman, le Pakistan, le Qatar, Singapour, la Thaïlande, le Timor oriental, la Turquie et le Yémen.
De plus, Taïwan (qui n'est pas non plus reconnu par l'Organisation des Nations unies) reconnaît le Kosovo.

### Europe
34 pays d'Europe sur 44 reconnaissent formellement le Kosovo en tant que pays indépendant : l'Albanie, l'Allemagne, Andorre, l'Autriche, la Belgique, la Bulgarie, la Croatie, le Danemark, l'Estonie, la Finlande, la France, la Hongrie, l'Irlande, l'Islande, l'Italie, le Liechtenstein, la Lettonie, la Lituanie, le Luxembourg, la Macédoine du Nord, Malte, Monaco, le Monténégro, la Norvège, les Pays-Bas, la Pologne, le Portugal, la Tchéquie, le Royaume-Uni, Saint-Marin, la Slovénie, la Suède et la Suisse.

### Océanie
10 pays sur les 16 d'Océanie reconnaissent le Kosovo comme un pays indépendant : l'Australie, les Fidji, les Îles Marshall, les Kiribati, la Micronésie, la Nouvelle-Zélande, les Samoa, les Tonga, les Tuvalu et le Vanuatu.

### Galerie de cartes par continent

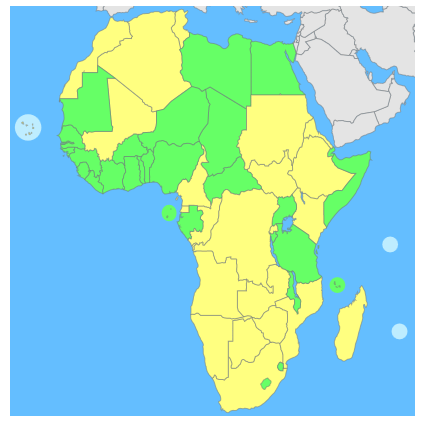
Pays d'Afrique qui reconnaissent le Kosovo (en vert).
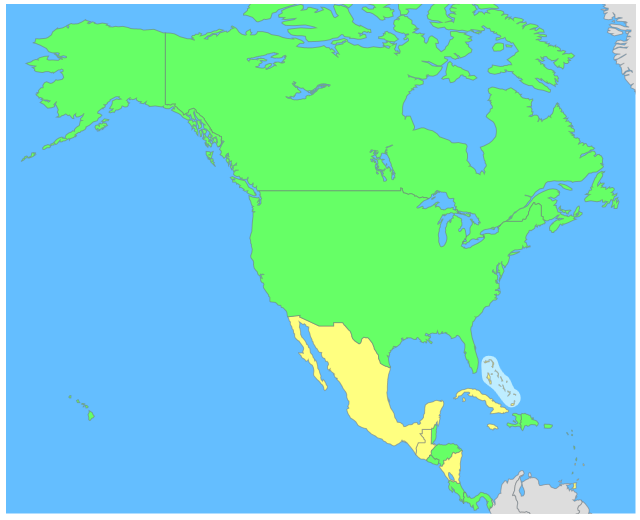
Pays d'Amérique du Nord qui reconnaissent le Kosovo (en vert).
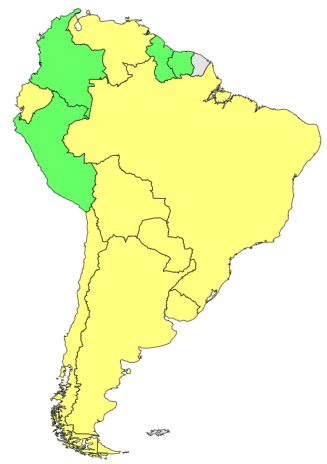
Pays d'Amérique du Sud qui reconnaissent le Kosovo (en vert).
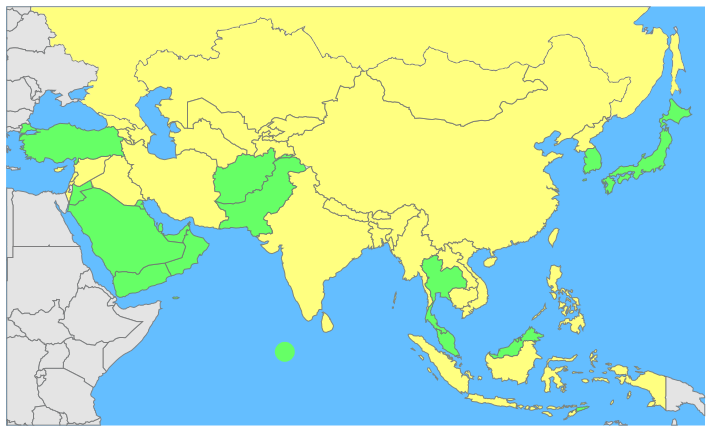
Pays d'Asie qui reconnaissent le Kosovo (en vert).
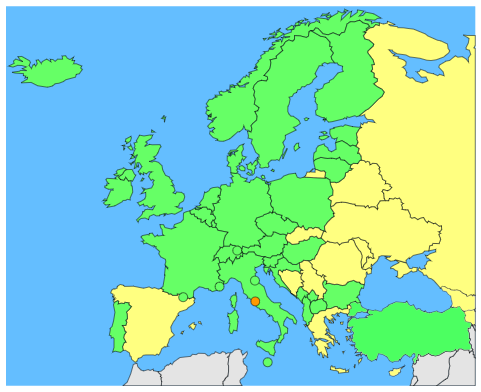
Pays d'Europe qui reconnaissent le Kosovo (en vert).
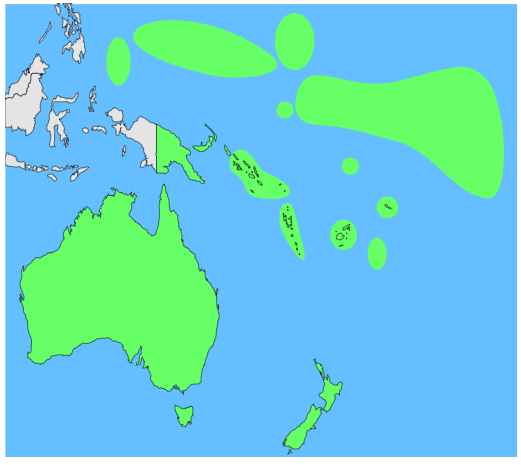
Pays d'Océanie qui reconnaissent le Kosovo (en vert).

## États ayant révoqué leur reconnaissance du Kosovo
À la suite d'une campagne diplomatique débutée en octobre 2017 par le ministre des Affaires étrangères de Serbie, Ivica Dačić, seize États sont revenus sur leur décision de reconnaissance du Kosovo :
- le Suriname, qui avait reconnu l'indépendance du Kosovo[8], a révoqué sa reconnaissance le 27 octobre 2017. Il est devenu le premier pays à être revenu sur sa décision, ne reconnaissant plus la déclaration d'indépendance unilatérale du Kosovo et la jugeant illégale[9],[10],[11],[12].

- le Burundi est revenu sur sa décision le 17 février 2018, le jour de l'indépendance unilatérale du Kosovo[13].

- le Liberia[14],[15],[16].

- la Dominique[14].

- Sao Tomé-et-Principe[14],[16].

- la Guinée-Bissau[14],[17].

- la Papouasie-Nouvelle-Guinée[14],[18].

- le Lesotho[14].

- la Grenade, le 5 novembre 2018[14].

- les Comores, le 7 novembre 2018[19],[20].

- les îles Salomon, le 3 décembre 2018[21],[22],[23].

- Madagascar, le 5 décembre 2018[24].

- Palaos, le 18 janvier 2019[25].

- La République centrafricaine, le 27 juillet 2019[26].
- Le Togo, le 28 juin 2019[27],[28],[29],[30]

- Le Ghana, le 11 novembre 2019[31],[32],[33],[34]